# 克洛蒂尔德公主广场
45°28′47″N 9°11′34″E / 45.47972°N 9.19278°E

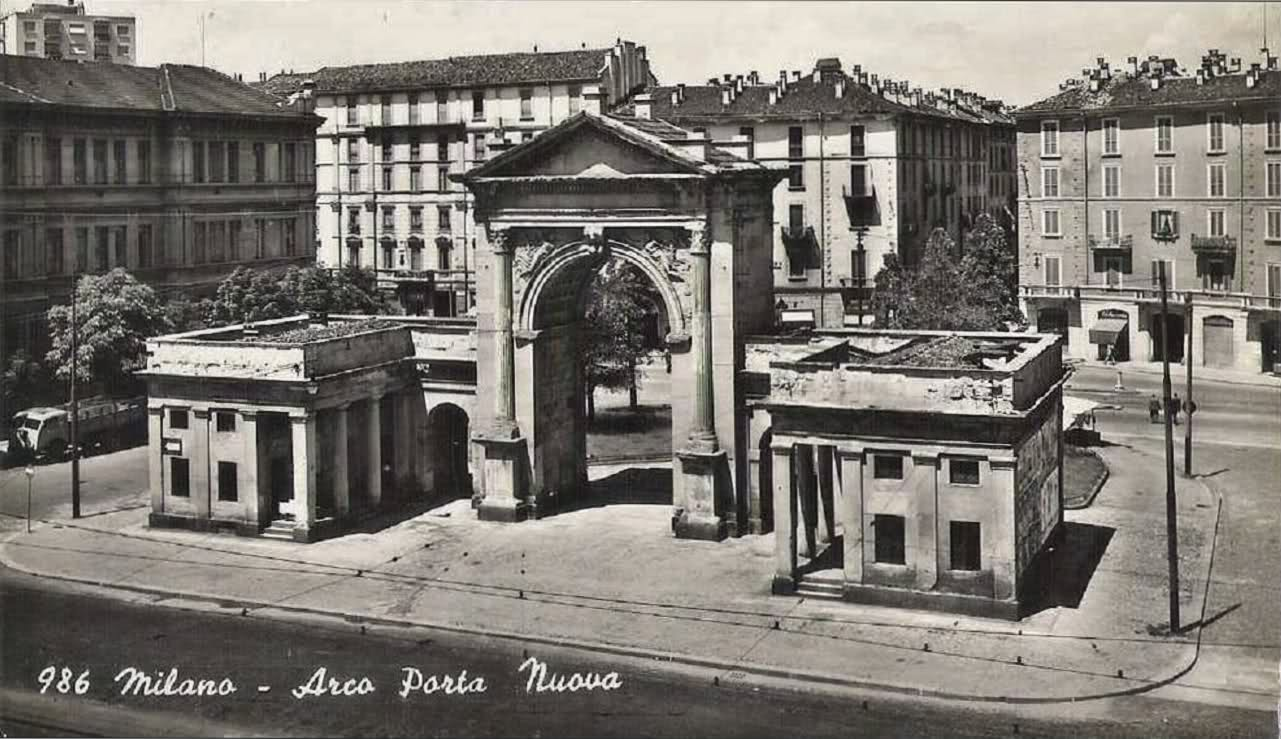
克洛蒂尔德公主广场旧影

克洛蒂尔德公主广场（Piazzale Principessa Clotilde）是意大利米兰的一个广场，为已被拆除的西班牙城墙的遗迹。16世纪的新门位于广场中心。广场得名于萨伏伊的玛丽亚·克洛蒂尔德公主，意大利国王维托里奥·埃马努埃莱二世与妻子拿破仑·约瑟夫·卡罗·保罗·波拿巴的长女。